# Opius antefurcalis
Opius antefurcalis är en stekelart som beskrevs av Fischer 1959. Opius antefurcalis ingår i släktet Opius och familjen bracksteklar. Inga underarter finns listade i Catalogue of Life.